# Етјек
Етјек (мађ. Etyek) град је у Мађарској. Етјек се налази у оквиру жупаније Фејер. Подручје је окружено виноградима и познато је по производњи вина. Ту је основана фирма за продукцију филмова „Корда Студиос”.

## Географски положај
Насеље се налази на североисточном ободу округа Фејер, на почетку брда Етјек, на ивици басена Жамбеки, југоисточно од Бичке, 26 километара западно од Будимпеште, споредни пут (Мађарска) 8106 и одвојак (Мађарска) 8108 пут, на надморској висини од 176 метара. Најближа насеља: Бијаторбађ, Алчутдобоз, Херцегхалом.

## Историја
Име села потиче од личног имена Етје.
Од 9000. године до почетка 1. века, на брду Какук и брду Калварија изнад Мађар-кута основано је праисторијско насеље. Од 10. до 379. године на овом месту се налазила римска колонија. Од 379. до освајања (896.) овде су живели Хуни, Авари и Ераваски.
Између 896. и 1326. године, село је било део фејерских жупанијских поседа породице Чак. Године 1326. постао је краљевско власништво, а од средине 14. века до 1543. године био је у власништву каптола Секешфехервар. Између 1543. и 1686. припојен је Будимском санџаку као турска вазална територија.
Године 1637. језуити су поклонили село манастиру у Комарому, који су између 1720. и 1770. године у селу населили 112 немачких породица. Године 1777. Марија Терезија је такође поклонила Етјека обновљеном капитулу у Секешфехервару.

## Демографија
У време пописа из 1930. године у селу се изјаснило 865 становника као Мађари и 3.133 као Немци.
У време пописа из 1941. године у Етјеку је живело 4.033 становника. Распрострањеност матерњег језика у селу била је следећа: мађарски: 867 (21,5%), немачки: 3153 (78,2%), остали: 11 (0,3%). Мађарски је знало 3.278 особа (81,3%). По националности: Мађари: 1717 (42,6%), Немци: 2307 (57,2%), остали: 9 (0,2%).
Током пописа 2011. године, 82,8% становника су били Мађари, 2,2% Роми, 4,8% Немци, 0,7% Румуни, 0,2% Срби, 0,2% Словаци, 0,2% је рекло да су Украјинци (17,1% се није изјаснило, због двојног држављанства), укупан број може бити већи од 100%). Верска дистрибуција је била следећа: римокатолици 33,2%, реформати 11,2%, лутерани 0,6%, гркокатолици 0,7%, неденоминациони 21,2% (31,4% се није изјаснило).

### Градоначелници
- 1990–1994: Пап Ференц (независтан)[4]
- 1994–1998: Михаљ Тил (независтан)[5]
- 1998–2002: Лајош Калман (независтан)[6]
- 2002–2006: Лајош Калман (независтан)[7]
- 2006–2007: Армин Надпор (независтан)[8]
- 2008–2008: Ласло Јухас (независтан)[9]
- 2009–2010: Лајош Сич (независтан)[10]
- 2010–2014: Тибор Гарагули (независтан)[11]
- 2014–2019: Тибор Гарагули (независтан)[12]
- 2019–2022: Тамаш Золјоми (Фидес-KDNP)[13]
- 2022-данас: Тамаш Золјоми (Фидес-KDNP)[14]